# اچ‌ام‌اس ویلهلمینا (۱۷۹۸)
اچ‌ام‌اس ویلهلمینا (۱۷۹۸) (به انگلیسی: HMS Wilhelmina (1798)) یک کشتی است که طول آن ۱۳۳ فوت (۴۰٫۵ متر) می‌باشد. این کشتی در سال ۱۷۸۷ ساخته شد.